# Parc national de Djukbinj
Le parc national de Djukbinj est un parc national du Territoire du Nord en Australie à 59 kilomètres au nord est de Darwin. Le parc, situé à l'embouchure du fleuve Adelaide, est un endroit fréquenté par les oiseaux de mer.
Le parc est fermé pendant la saison des pluies de décembre à avril.